# 黃嘉略
黃嘉略（法语：Arcade Huang，1679年11月15日—1716年10月13日），又作黄加略，本名黃日升，西方典籍一般以他的教名Arcadius或Arcadio相稱。福建莆田縣筱唐村人。18世紀初隨傳教士抵達羅馬及巴黎，協助編撰漢法字典、講解漢語語法及中國哲學，曾任法王路易十四的皇家漢語譯員 ，此後未能返回中國，在當地與一名巴黎女子結婚，育有一女，最終英年病逝，享年仅36歲，估計被安葬於巴黎的一家公墓。
黃嘉略的《中國官話》乃西方論述漢語語法的先驱著作，協助編修的傅爾蒙、費雷萊（Nicholas Fréret，又譯尼古拉·弗雷列）在他去世後整理其遺稿，兩人為了爭取名誉、地位，刻意令黃氏在法國漢學界寂然無名。

## 翻譯
有關黃嘉略的生平，西方漢學典籍偶有提及，但中國典籍一直記載不多，中國早年亦只以Huang、Hoang、Hoamg、Hoangh、Hoange、Ouang等，把他叫作黃氏。1986年中國歷史學家許明龍在《社會學戰線》期刊發表一篇黃氏生平的研究，當時因未知他的本名叫黃日升，只按照其教名譯作「黃嘉略」，但該名字便為學術界所接受。黃嘉略的教名由昔日來華傳教士所起，法國一般寫作Arcade，但有時亦寫成意大利文式的Arcadio或拉丁文式的Arcadius。　
翻譯問題亦是黃嘉略生平研究的主要障礙。不少地名、職銜、人名，都是近年中國學者揣測譯文的意思而寫成漢字，未必全然準確無誤。此外，後人對黃嘉略生平的了解，主要參照他寫於1713年至1714年的日記，日記主要以法文撰寫，但經常夾雜漢字拼音，如"tchi tien sine"是指「喫點心」、"pou khen choui"指「不肯睡」，這令後人解讀日記相當困難。
他在日記中，有時亦會用幽默語氣，調侃自己是「黃大老爺」、「中國老爺」、「興化親王」或「風山紅衣主教」等。

## 生平

### 童年
黃嘉略出生於17世紀下葉一個天主教家庭。祖父黃江卿（音譯：Hoang Kian Khin），曾任御史（Visiteur imperial）巡視江南和山東兩省，父親1638年生於興化，是家中獨子，經常接濟窮人，其中一名曾受其恩惠者是天主教徒，為了報恩，於是引導黃氏信教，希望他的靈魂能進入天堂。1651年，黃父由葡萄牙耶穌會傳教士何大化（Antoine de Gouvea）施洗，取名黃保羅（Paul Hoang），黃父此後非常虔誠，更曾希望過獨立修士生活，以致其父母要脅報官，黃保羅才不得不於1670年迎娶江西省廣信府楊氏，並於1679年誕下黃嘉略。
黃嘉略出生前，父母曾誕下四名女兒，因此他們向天主許願，若能誕下男丁，將會獻給天主。黃嘉略出生後，由當地一名西班牙多明我會士施洗，約1686年前後，其父病逝，恰巧巴黎外方傳教會教士李斐理（Philiber Le Blanc，又名卜于善）到興化傳教，黃母將兒子託付給他。三年後，李斐理又將黃嘉略託付另一位外方傳教會教士梁弘仁（Artus de Lionne），期間曾拜一位信奉基督的舉人江為標為師，學習漢語、拉丁文、中國典籍及基督教義，並曾遊歷中國多個地方。據黃嘉略所述，他16歲時，「出於一些沒有必要詳述、但兩位先生認為正當的原因」，他被安排回鄉，不久母親病逝，守孝百日之後，他再次離家。

### 遠赴羅馬

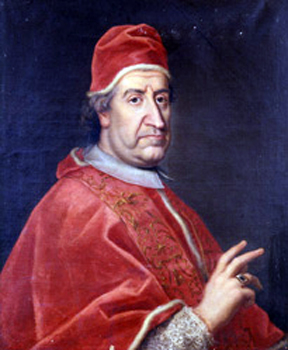
黃嘉略等人1703年抵達羅馬時，當時接見他們的教宗應為克勉十一世

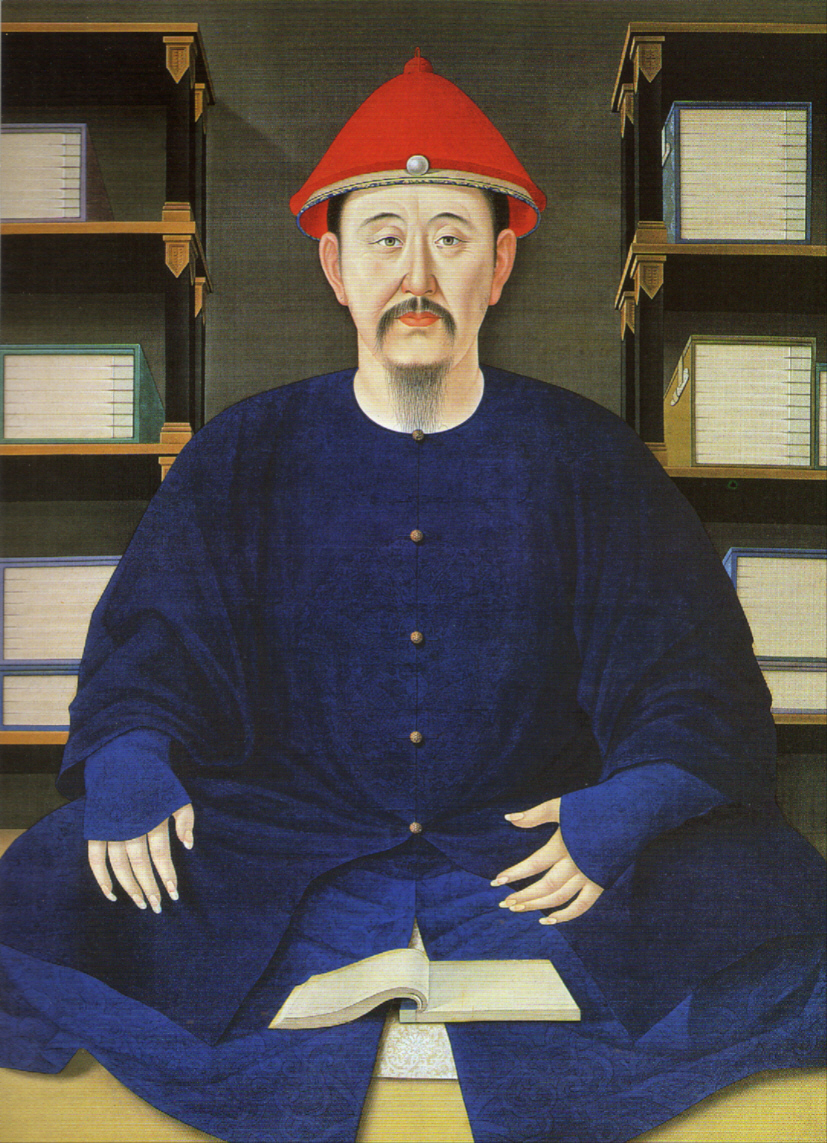
中國禮儀之爭白熱化時，康熙大帝正值盛年，恰逢羅馬教皇克勉十一世亦只上任數載，不同陣營的在華傳教士各自爭取兩邊的支持

當時正值康熙年間，各會傳教士在中國禮儀之爭上勢同水火，李斐理及梁弘仁屬於反對儒教祭祖的一方，與耶穌會立場對立，1701年，在華傳教士選出梁弘仁，向羅馬教廷述說禮儀之爭，希望獲得教廷支持，他之後與黃嘉略重遇，1702年2月17日在廈門一同登上一艘英國商船，遠赴歐洲。
當時隨行的中國人，除了黃嘉略外，還有一名叫李若望（Jean Ly）的人，但有關他的記載更少。商船船長名叫珀蒂（Petit），曾途經巴達維亞（今耶加達）和聖赫勒拿島，約9月時曾遭遇猛烈風暴，幸無大難，於10月抵達倫敦。1701年3月，西班牙爆發繼承戰爭，英、法兩國分屬不同陣營，處於敵對狀態，黃嘉略亦難以抵達法國，一行人最後乘巴伐利亞選帝侯使節之船，終於在1702年10月31日抵達巴黎，12月29日又乘馬車離開，前法國南部城市那里，以乘坐地中海航船。
1703年3月3日，他們一行人在意大利的里窩那登岸，再經比薩、鍚耶納等，3月9日到達羅馬。教皇在3月26日接見梁弘仁及黃嘉略等人，並為兩名中國隨行人員會說拉丁語而感到高興。梁弘仁多次會見教廷，反駁耶穌會的立場，1704年11月，當地傳聞教廷已對禮儀之爭作出決定，他所屬的外方傳教會要他留在羅馬，打聽消息。1705年10月，教廷宣布爭論結束，他們一行人亦在同年12月13日返回巴黎。
黃嘉略在羅馬停留了3年，在此段時間，偶然會謄寫文書，常會到當地的San Clemente、San Andrea、San Giovanni in Laterano教堂做彌撒，當然也會到聖伯多祿大教堂，他曾在日記中記錄多項見聞和當地人的故事，但他與同行的李若望當時均染有肺病，曾經吐血，病得不能執筆，須由當地醫生治病。
從小接受外方傳教會會士的教育，黃嘉略在禮儀之爭上亦質疑耶穌會支持儒教祭祖的立場，對耶穌會聲稱受到大批中國學者支持猶為懷疑。逗留羅馬期間，他在1705年5月的日記中亦對中國聖賢嗤之以鼻：「吾天主聖教之聖人，生平何其修德、謙讓、愛人……豈同中國所謂之聖者，且不識天地萬物之真原，又無道及身後之永報。」

### 定居巴黎

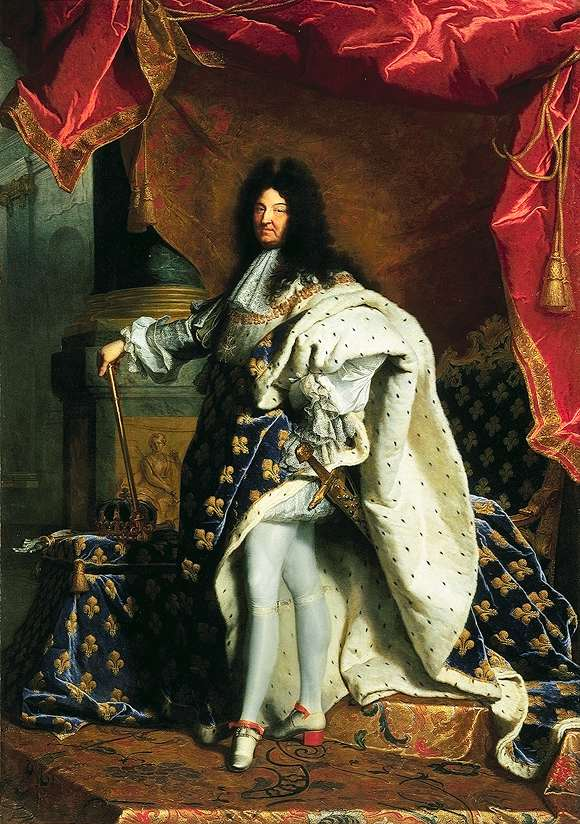
黃嘉略18世紀漂洋出國，名義上成了路易十四的中文翻譯。

1706年3月，黃嘉略與梁弘仁回到巴黎。當時巴黎正在掀起「中國風」的浪潮，中國工藝流入當地，禮儀之爭亦招致法王路易十四干預，在黃嘉略重返巴黎的三年前，法國商船昂菲特里特剛從中國返回法國，引起哄動，黃嘉略的出現，自然引起當地文化圈及王室的興趣。
當時享譽法國文化界的法國皇家學術總監讓-保羅·比尼翁(Jean-Paul Bignon)，聘請黃嘉略擔任中文翻譯。黃嘉略自述：「我不但是中國人，而且游歷了中國的大部分省份，如今又致力對敝國各方面的研究，因而有可能為國王殿下（路易十四）光榮的計劃做出某些貢獻。本著這一想法，我投身飲譽全歐的讓-保羅·比尼翁教士麾下，他以對科學和文學的熱愛、對所有文人的全力保護而聞名。我毫不費力就獲得他信任，他希望獲知遙遠國家發生的一切。」
此後，黃嘉略被引薦給路易十四，成為「太陽王的翻譯」，但後世史家對此仍抱有懷疑。法國20世紀知名漢學家艾田蒲（René Etiemble）曾說：「他在國王圖書館做了一個閑差，有人說他是太陽王的翻譯，此話讓人覺得言過其實。」但中國史學家許明龍在巴黎國立圖書館，卻找到與黃嘉略一同編寫漢法字典的傅爾蒙的手稿，文中指出：「黃先生是中國人，起先是羅薩利主教（梁弘仁）的秘書，後來擔任國王的翻譯。」較為公認的說法是，黃嘉略當時毋須在皇宮或外交部工作，主要是在國王圖書館內，整理中文書籍，當中不少是由傳教士帶回法國。
不過，這份差事並不意味著使黃嘉略的生活變得富庶。他在法國生活時，常要為金錢煩惱。在此後的日記中，黃嘉略曾說「一點銀子也沒有了」，要跑到讓-保羅·比尼翁處要錢，他結婚後，有時會由太太代為出面要錢，因為他們一家有時連取暖用的木炭也不夠用。
有一封1713年11月14日寫成的信件，署名是讓-保羅·比尼翁，收信人可能是一名朝廷的財政官員，信中說：「先生，我可能讓您煩厭了，但憐憫心迫使我不得不這樣做，因為事關一個外國人，他就是我們的小中國人（Petit Chinois），您已經對他展示了善心，可是國王的賞賜是他賴以維生的全部收入。昨天我在凡爾賽宮拿到了國王諭令，我懇求您下令發錢，請您賜予我這個恩惠。」這封信，顯然是代黃嘉略出面，向宮廷要錢。

### 成家立室
梁弘仁等人帶黃嘉略到達歐洲時，原先是希望他在當地受訓，之後返回中國繼續傳教。身在歐洲的黃嘉略，與中國教友的通信並沒中斷，因此得知大清朝廷開始管制傳教活動，他最終決定留在法國，黃嘉略說：「為了今後不能再自己作主改變決心，我甚至結了婚。」他的決定引起梁弘仁的不滿，但讓-保羅·比尼翁決定為黃嘉略作擔保，並且向法國朝廷為他申請了一筆錢，梁弘仁最終只得同意黃嘉略留在法國。
1713年4月25日，黃嘉略與巴黎姑娘瑪麗-克洛德（Marie-Claude Regnier）成婚，外父母為路易·雷尼埃（Louis Regnier）及路易絲·德·瓦魯瓦（Louise de Vallois），新婚夫婦最初住在蓋奈戈街（Rue Guénegaud），該條街道今天尚存。同年8月5日，梁弘仁在巴黎外方傳教會總部病逝。1714年1月間，他們搬遷到卡耐特街（Rue des Canettes）的一套公寓里。
可是，兩夫妻婚後常要為銀子（Yn Tze）發愁。1713年12月7日，黃嘉略在日記中寫道：「今天上午，黃小姐前去讓-保羅·比尼翁府上跟他談了許久，他讓她星期六來取銀子。」星期六，「得到的回答是明天再說。」結果直到星期二才拿到錢：「他不願多給，只給了50。」日記上亦記載著他們夫妻買彩票等生活細節，不少篇幅亦談到太太發脾氣。1713年10月19日寫到：「黃小姐不肯睡，怒怒。(pou khen choui, nou, nou )。」1714年3月20日：「她身體不大舒服，生氣了，因為我沒有如她所希望的那樣，問她哪兒不舒服。」6月17日：「她莫名其妙地又生氣了。」兩人還試過一同上教堂，但中途太太突然發脾氣，黃嘉略一家人只得回家。法國學者馬松（Andre Masson）就曾戲稱黃嘉略是一名「吃苦耐勞的模範丈夫」。
兩夫婦除了常為生活開支惆帳，亦受著身體疾病的折磨。太太經常頭痛、感冒、胃痛、腿痛等，但黃嘉略的肺病更嚴重，吐血、發燒時有出現，而且久醫無效，不斷惡化，他為此曾要求與妻子分床，但後來妻子又改變了主意。黃嘉略在日記上，還特意記載了太太行經的時間。
1715年3月4日，他們的女兒出生，以母親名字為她命名，叫作黃瑪麗（Marie-Claude Huang）。同一時代的《官話字經解》作者、德國漢學家拜爾（T.S. Bayer，1694-1738）就曾說：「這個女兒活脫脫是一個中國人，她的臉和膚色恰恰具有中國人有別於歐洲人的那些特徵。」拜爾應該沒有親眼見過這個女孩兒，但據後人考證，當時他的同儕、法國天文學家德里爾曾住在巴黎，而且與黃嘉略是鄰居。

### 客死異鄉
黃嘉略的婚姻生活只維持了兩年，女兒出生後不久，他的法國太太病逝，確實死亡日期並無記錄。他說：「我不想再妻，以便把全部時間用來為公眾服務。」1715年，路易十四駕崩，1716年10月13日，久病纏身的黃嘉略亦在巴黎卡耐特街的寓所病逝，享年只有36歲，死後遺下一名女兒，交由外父母照顧，國王給予她一份年金，但當時皇室對黃嘉略遺留下的一堆文稿，猶為重視。
黃嘉略死後第三天，國王財政委員會主席諾阿伊認為，必須從速將黃嘉略的書籍和手稿，送交國王圖書館，以免遺失；當時負責收拾遺物的官員布瓦萬，是國王圖書館的執事，他清算出黃嘉略共有319本中文書籍，另有一批《漢語語法》手稿、一份以中文書寫、用以表達時刻的文稿，當中有不少手稿最後由傅爾蒙接手，但傅爾蒙敘述自己真正接管的黃嘉略遺物時，由不同年份撰寫的清單常有出入，部分手稿亦可能遺失。
黃嘉略死後一個月，讓-保羅·比尼翁曾寫下一封文書，交代黃嘉略的遺物安排。「國王陛下依據外僑財產處理權，接管原屬黃先生的所有物品。陛下昨日傳諭予我宣布，他將上述物件所值，在清還債務後，全部贈予已故黃先生的岳父。」諭令要求黃的岳父在短期內要照顧黃嘉略的女兒，直至完成清理遺物後才會確定照顧期限，此後王國將考慮上述限期結束後為其女兒提供生活及教育所需。
黃的女兒在巴黎的生活，目前所知不多，亦未有證據說她曾懷孕產子。現存有一封寫於1735年7月14日的書信，並沒有台頭及下款，當中曾提到黃小姐不久前逝世，若果此信屬實，黃女應在20歲左右亡故。至於黃嘉略逝後葬於何處，同樣沒有記載，但有後世學者估計，以他生前的家底，相信死後只能葬於公墓之中。

## 文化貢獻

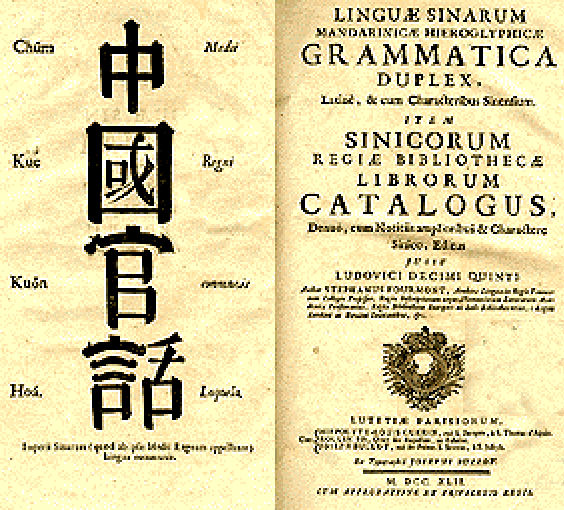
FourmontGrammar

### 孟德斯鳩訪談
迄今留存的黃嘉略編寫的著作 ,有《漢語語法》和《漢語字典》。在早期法國漢學領域 ,這兩部著作起到了奠基性的作用。18 世紀之前 ,當英國和德國學者已經圍繞著漢語問題展開激烈討論的時候 ,法國學者對此還幾乎一無所知。黃嘉略的到來恰逢其時 ,對於那些對中國抱有好奇心或想學習漢語的法國人來說 ,無疑是一個喜訊。在時任法國王家學術總監讓-保羅·比尼翁(Jean - Paul Bignon ,1670 —1743) 的安排下 ,從 1711 年起黃嘉略主要從事編寫漢語語法和漢語字典的工作 ,直至去世。期間 ,他先後得到了兩位法國學者弗雷萊 (Nicolas Fréret ,1685 —1749) 和傅爾蒙(Etienne Fourmont ,1683 —1745) 的協助。後來 ,兩人均成為早期法國漢學的開創者。
《漢語語法》完成於 1716 年 ,是一部以漢語語法為主要內容兼及其它中國知識的綜合性著作。許明龍先後在巴黎國立圖書館抄本部、巴黎天文台圖書館、巴黎外方傳教會檔案館發現了該著作的部分手稿 ,從而使之從歷史的塵封中走了出來。據他的研究 ,黃嘉略基本上採用了西方語法模式來分析漢語 ,指出漢語沒有性、態、時、格、詞尾的變化 ,主要借助小品詞和詞序來表達意思。該書列舉了各種實用對話和應用文 ,滿足了法國人學習漢語的實際需要。
他認為 ,這部語法書是黃嘉略在完全沒有任何同類著作可供參考的條件下完成的 ,「既然是開山之作 ,就難免不成熟」。這樣的評價基於對原稿細緻地分析 ,相當客觀。在 18 世紀之前 ,來華傳教士已經撰寫了一些關於漢語學習的教材和資料。1703 年 ,西班牙傳教士萬濟國(Franciscus Varo ,1627 —1687) 在廣州出版了第一部西文的漢語語法書 ,即《華語官話文法》。
許明龍認為 ,黃嘉略 1711 年開始編寫《漢語語法》時 ,並不知道《華語官話文法》的存在。儘管從總體上看 ,《漢語語法》與《華語官話文法》在指導思想上如出一轍 ,基本上依照歐洲語言的語法體系講解漢語。但兩者相比 ,萬濟國對歐洲語言的語法更熟悉 ,運用更熟練 ,因此他所講述的漢語語法更系統 ,條理更清晰。而黃嘉略對漢語有別於西方語言的獨特性認識體會更深 ,因此他講述的漢語語法更實用。然而 ,《漢語語法》作為在歐洲完成的第一部漢語語法書 ,最後並沒有出版。但以其作為參照 ,由傅爾蒙執筆的《中文沉思錄》和《中國官話》相繼於 1738、1742 年在巴黎出版後 ,儘管有諸多爭議 ,終究奠定了作者在法國漢學乃至歐洲漢學界的地位。黃嘉略及其著作對法國早期漢學的影響可見一斑。
《漢語字典》是黃嘉略另一部未竟的作品 ,遺稿如今收藏在巴黎國立圖書館東方部。其實 ,這是由兩部字典組成的 ,即同音字典和部首檢索字典。許明龍認為 ,從內容來看 ,黃嘉略並非簡單地翻譯現成的中文字典 ,而是根據法國人的需要編寫漢語字典。因為他在每個漢字的釋義中 ,不僅標明讀音和與之相對應的法文詞條 ,而且還有與該漢字相關的中國知識。從體例上來看 ,語音檢索和部首檢索相輔相成 ,滿足了漢語初學者不同層次的需要。同音字典按照漢字的拉丁字母拼音依次從 C到 Tt 排列 ,同一個音節列舉相應的漢字字符 ,適合對漢字讀音有所了解的學習者使用。不懂漢字讀音者 ,可使用部首檢索字典。該字典採用了 214 部的分類體例 ,先列出每個漢字的楷體字 ,後標註相應的拉丁字母拼音 ,最後是法文的釋義。這兩部字典均未完成 ,同音字典剛開始 ,部首檢索字典也僅完成了一半。儘管如此 ,在西方漢語字典或漢 - 西字典編撰史上 ,黃嘉略字典的學術價值在於它是在意大利傳教士葉宗賢(Basile de Glemona ,1648 —1704) 的《漢字西譯》傳入歐洲之前 ,具有最高水平的漢語字典。然而 ,由於該字典終究未能出版 ,因此 ,它的社會價值遠遜色於《漢字西譯》。
除了著述 ,黃嘉略的功績還體現在對法國學者在漢學方面提供的幫助以及由此產生的影響。許明龍主要介紹了黃嘉略對弗雷萊、傅爾蒙和孟德斯鳩的影響。弗雷萊、傅爾蒙都是黃嘉略在巴黎工作時的助手 ,通過與黃嘉略接觸 ,獲得了許多有關中國的知識 ,並開始了他們的漢語啟蒙學習。日後 ,他們在漢語研究領域都有所建樹。從他們開始 ,法國漢學不再是傳教士專利 ,本土學者的研究也越來越深入 ,終於在 1814 年開設了第一個漢學講座 ,標誌著法國乃至歐洲專業漢學的開始。
從1713年起孟德斯鳩與黃嘉略開始交往。他們之間頻繁往來的惟一證據是黃嘉略的一部日記 ,記載了黃嘉略與孟德斯鳩的談話 ,現藏於巴黎國立圖書館抄本部。西方學者最早發現並利用了這部日記進行研究 ,但是他們忽略了日記中有關孟德斯鳩的記載。孟德斯鳩在 1716 年前原名叫夏爾 - 路易・德・瑟貢達 (Charles - Louis de Secondat) ,由於他擁有拉布萊德男爵(Baron de la Brède) 的爵位 ,因而通常被稱為拉布萊德先生。因此 ,在與黃嘉略交往的 1713 年 ,孟德斯鳩的名字是拉布萊德。黃嘉略在日記中 ,把它簡寫為 La Bray、La Br 或L.B。1716 年 4 月後 ,拉布萊德繼承了其伯父的遺產 ,改稱孟德斯鳩。許明龍最早注意到孟德斯鳩姓名的前後變化 ,終於從黃嘉略的日記中發現了孟德斯鳩。
與黃嘉略的交往 ,孟德斯鳩不但增強了對中國的興趣 ,而且獲得了寶貴的第一手資料。不少學者認為 ,孟德斯鳩在其成名作《波斯人的信札》和《論法的精神》中 ,多次提到與中國人朝夕相處。黃嘉略的日記則提供了重要的證據和資料。許明龍認為「黃嘉略是一個普通得不能再普通的人 ,平凡得不能再平凡的人。……是歷史選擇黃嘉略充當中法文化交流的先驅 ,黃嘉略順應歷史的需要 ,做了他應該做又能夠做的事。」
1713年，年輕的孟德斯鳩經人介紹，在黃嘉略的寓所和他進行了幾次內容非常廣泛的交談。黃嘉略談到了中國古代的信仰，分析了中國人的性格，介紹了中國的司法制度和科舉制度，還談到了漢語的特點，還有中國的宗教、哲學、文學和歷史等。孟德斯鳩對這些談話非常重視，先後整理出三次記錄，其中一份竟有20多頁，足見這些談話在孟德斯鳩心中的份量。也許，《孟德斯鳩全集》的編輯之一馬松先生對黃嘉略的這些談話的評價是中肯而公允的：「他的敘述極為精確，二十世紀的漢學家也無可補充。」這些談話給了孟德斯鳩很大的啟示，據馬松的研究，其《波斯人信札》一書中的主人公於斯貝克便是以黃嘉略為原型塑造的。此外，孟德斯鳩的巨著《論法的精神》中，其中直接引用和黃嘉略的談話內容也有六次之多。也許統計數字並不能表明黃嘉略對孟德斯鳩的影響，然而當時孟德斯鳩還是一個24歲的青年，在此之前沒有接觸過中國文化，後來卻成了與伏爾泰齊名的「中國通」，這與黃嘉略的激發和啟示恐怕是分不開的。
與黃嘉略有過接觸，並受其影響的法國學者還有他的合作者之一傅爾蒙，他從一個不識漢字的阿拉伯文教授成為了法國第一流的漢學家；另一個合作者弗萊雷也成了與傅爾蒙齊名的漢學家，這無疑都得自於黃嘉略的影響和幫助。此外還有植物學家茄西歐、東方學家加朗、地理和天文學家德利爾等也經常和黃嘉略一起探討中國文化，所有這些都成為了中法文化交流史上的佳話。
根據路易十四的命令，編寫漢語語法和漢法辭典是黃嘉略的主要任務。在弗萊雷和傅爾蒙等法國學者的配合與協助下，黃嘉略基本上完成了《漢語語法》的編寫工作。這部手稿現存於巴黎國立圖書館和巴黎天文台圖書館。黃嘉略在序言中對這部書稿的內容做了說明：第一部分是漢語口語語法；第二部分是有關中國的各種知識。這部書稿的安排，大約是主持人比尼翁教士的要求，因為這些內容顯然都是為了滿足當時法國人了解中國的要求，這部書稿在當時具有很高的使用價值。
黃嘉略編寫的第二部書稿是《漢法字典》，這部書稿現存巴黎國立圖書館東方部。這是一部未成稿，共1140頁，由兩部分組成。第一部分42頁，是一部同音字典的一部分，共收401字（另有異體字8個）。參照弗萊雷的敘述，我們知道這是黃嘉略最初按照弗萊雷的建議編寫的，後來弗萊雷發現中國文字表意不表音，不認識漢字的法國人無法利用該字典，遂建議黃嘉略放棄同音字典，改用編寫按部首排列的字典。其餘部分就是按部首排列的漢法字典，共5210字， 85個部首。毫無疑問，這是世界上第一部漢法字典，不僅如此，考察手稿，有關專家指出，無論選詞、釋義還是編排方式，黃嘉略的這部書稿都是當時最高水平的字典，即使以現代水平衡量，也不失為上乘之作，具有很高的學術價值。
黃嘉略留世的第三種著作是法譯中國明代小說《玉嬌梨》。但譯完三章後，弗萊雷覺得情節單調，不合法國人口味，於是建議黃嘉略停止翻譯，故這部遺稿僅存三章。這也是介紹到法國的第一部中國小說。黃嘉略還計劃寫作《漢語語法》續集，題為《中華帝國綜述》，從計劃中此書的大綱可以看出，這將是一部有關中國的百科全書式的知識手冊。只是病魔過早地奪走了黃嘉略的生命，這實為中法文化交流史上的一大損失。
黃嘉略為中法文化交流做了許多有益的工作，其中許多都屬首創，他的貢獻理應得到世人公正的評價，他的歷史地位也應當得到肯定。